# Католицизм в Боснии и Герцеговине

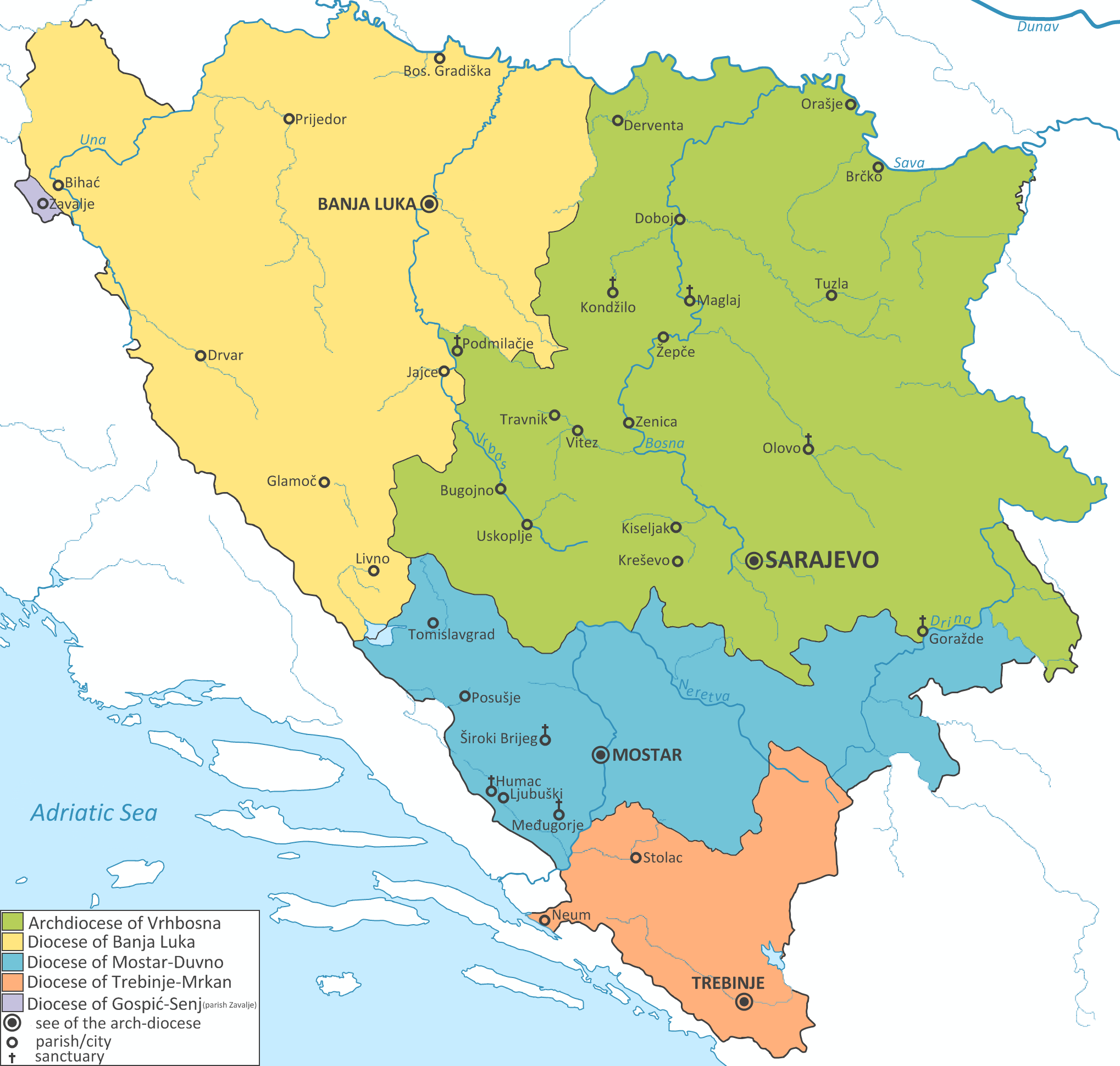
Католические епархии Боснии и Герцеговины
Архиепархия Врхбосны
Епархия Бани-Луки
Епархия Мостар-Дувно
Епархия Требинье-Мркан

Католицизм в Боснии и Герцеговине. Католическая церковь Боснии и Герцеговины — часть всемирной Католической церкви. Католицизм — третья по распространённости религия в стране после ислама и православия. По данным Всемирной книги фактов ЦРУ католики составляют около 15 % населения страны. По данным сайта catholic-hierarchy.org в 2005 году число католиков страны составляло около 464 тысяч человек (15,5 % населения). Большинство боснийских католиков — этнические хорваты. Подавляющее большинство католического населения принадлежит к латинскому обряду, также существует небольшое количество грекокатолических общин.

## История

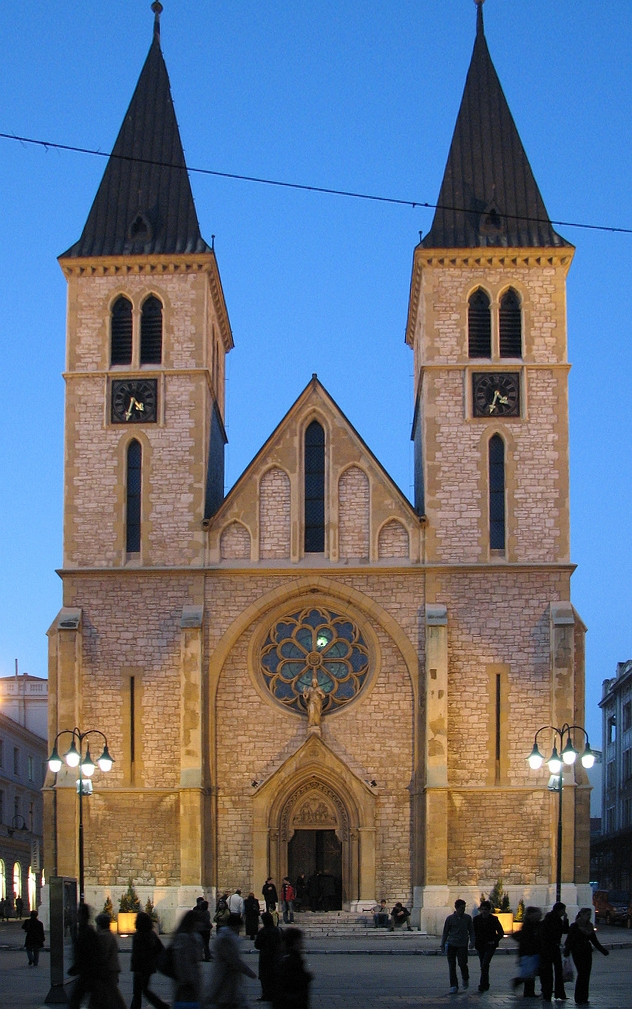
Архикафедральный собор Сердца Иисусова, Сараево

Христианство проникло на территорию современной Боснии и Герцеговины в V—VI веках. В этот период здесь было основано несколько епархий, зависимых от архиепархии Салоны (современный Сплит). В XI—XII веках власть над Боснией переходила от Византии к венгерскому королевству, здесь жили как католики, так и православные. Преимущественно католическими были север и центр Боснии. В этот период наряду с католицизмом и православием в Боснии сильно распространилось богомильство. В XIII веке после нескольких крестовых походов богомильство было в целом подавлено. В 1250 году Венгрия переподчинила себе Боснию. На сто лет Босния стала католической страной, подчинённой Венгрии, пока в 1377 году Твртко I не объявил себя боснийским королём. К концу XIV века Босния, расширившись за счёт соседних сербских и хорватских земель, стала большим славянским государством. Население страны сильно возросло и стало многонациональным и многоконфессиональным.
Во второй половине XV века Босния и Герцеговина попала под турецкую власть. Началась массовая исламизация населения, но часть местного населения осталась христианами, хотя по отношению к ним турецкие власти проводили жёсткую дискриминационную политику.
С 1878 года Босния в составе Австро-Венгрии, но почти 4 века исламизации привели к тому, что значительная часть населения продолжала исповедовать ислам. Сложилась картина этно-конфессионального размежевания населения страны на три группы: боснийцы-мусульмане, православные сербы и католики-хорваты. По данным австрийской переписи 1879 года население на 42,88 % состояло из православных, на 38,75 % из мусульман и на 18,08 % из католиков.
Война в Боснии и Герцеговине 1992—1995 годов привела к существенному изменению этно-конфессиональной картины, в частности процент католиков в стране снизился из-за массовой миграции боснийских хорватов в независимую Хорватию. Множество католических храмов было разрушено в ходе боевых действий.

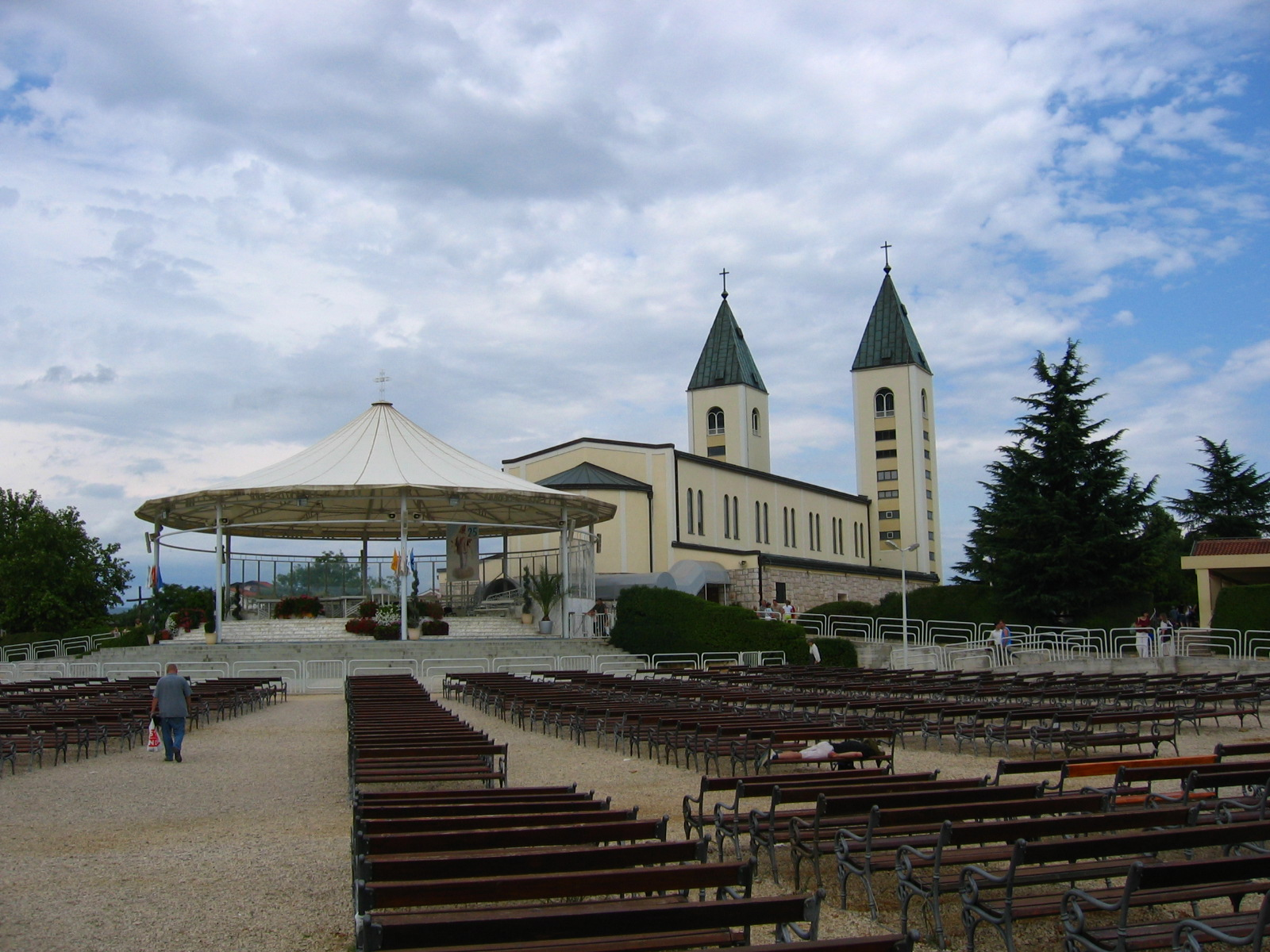
Меджугорье

В конце XX века большую известность получило боснийское селение Меджугорье, где по уверениям нескольких визионеров, происходят явления Богородицы. Несмотря на то, что эти явления не признаны Святым Престолом, Меджугорье превратилось в крупный паломнический центр, который ежегодно посещают сотни тысяч верующих.

## Структура
Католическая церковь в стране структурно делится на архиепархию-митрополию Врхбосны (с центром в Сараево) и три подчинённых ей епархии — Баня-Лука, Мостар-Дувно и Требинье-Мркан. Епархия Требинье-Мркан ассоциирована с епархией Мостар-Дувно и управляется епископом Мостара. Кроме того, римско-католическая епархия Скопье в соседней Северной Македонии также подчинена сараевской архиепархии. Грекокатолики страны подчинены Хорватской грекокатолической церкви (Крижевецкая епархия).
С 1990 года архиепархию-митрополию Врхбосны возглавляет кардинал Винко Пулич. Босния и Герцеговина имеет дипломатические отношения с Ватиканом, с 2012 года апостольский нунций в Боснии и Герцеговине — архиепископ Луиджи Пецутто.
8 декабря 1994 года была основана Конференция католических епископов Боснии и Герцеговины. В феврале 2011 года в Боснии и Герцеговине создан военный ординариат. Его возглавил епископ Томо Вукшич (Tomo Vukšić).
Статистика по епархиям (данные 2004 года):
| Епархия                                       | Епархия                      | Статус     | Митрополия | Число католиков | Число священников | Число приходов | Глава                | Кафедральный собор                   |
| Архиепархия Врхбосны                          | Vrhbosna                     | Митрополия |            | 215 000         | 324               | 148            | кардинал Винко Пулич | Собор Сердца Иисусова, Сараево       |
| Епархия Баня-Луки                             | Banja Luka                   | Епархия    | Врхбосна   | 40 000          | 68                | 48             | Франьо Комарица      | Собор святого Бонавентуры, Баня-Лука |
| Епархия Мостар-Дувно и Епархия Требине-Мркана | Mostar-Duvno, Trebinje-Mrkan | Епархия    | Врхбосна   | 208 000         | 229               | 81             | Ратко Перич          | Собор Пресвятой Девы Марии, Мостар   |

## Межрелигиозные отношения
В 1997 году в Сараево лидерами мусульманской, православной, католической и еврейской общин был создан Межрелигиозный совет Боснии и Герцеговины для использования возможностей регионального межрелигиозного диалога в мирном строительстве.